# Секвани
Секвани (лат. Sequani) — кельтське плем'я, що жило у східній частині Трансальпійської Галлії біля гельветів, едуїв, аллоброгів та лінгонів.Пізніше територія секванів склала особливу провінцію, під назвою Maxima Sequanorum із головним містом Везонціоном (нині Безансон). ІЗ інших міст були відомі Epamantadurum, Magetohria, Segobodium, Luxovium, Dittatium. Секвани були досить розвинутими і керувалися власними князями.

## Географічне розташування секванів
Кордони секванів становили на південному сході гори Юра, які відокремлювали секванів від гельветів. На заході - річка Арар (нині Сона), яка відокремлювала секванів та едуїв. На півночі - Вогези.

## Ворожнеча секванів та едуїв
На правому березі річки Арар проживало плем'я едуїв. У них на річці було місто Кабілінум і фортеця Бібракте.Едуї називалися родичами римлян і першими серед племен уклали з римлянами дружні взаємовідносини та союз.На лівому березі річки проживали секвани, які з давніх часів ворожі римлянам та едуям, тому вони нерідко приєднувалися до німців під час їх набігів на Італію, доводячи, що являють собою неабияку силу, бо в союзі з ними германці ставали сильнішими, ніж без них. Також ворожнечу підсилювала проблема панування на річці Арар, що поділяла їх, тому що кожне плем'я вважало Арар своєю власністю, вважаючи, що йому належать і провізні мита.

### Секвани у Галльській війні
У перший рік Галльської війни (58 рік до н. ери) Дівітіак із плем'я едуїв прибув до Риму шукати підтримки у сенату.Едуї і секвани вели запеклу боротьбу, але секвани найняли германців, які перейшли через Рейн на чолі з Аріовістом.Едуї зазнали поразки від германців, але секвани постраждали ще більше, тому що Аріовіст захопив владу, забрав найкращу землю і наказав захопити ще більше землі. Цезар вирішив розібратися з цією проблемою, якнайшвидше. Цезар перемагає Аріовіста та повертає секванам землі і свободу.

## Повстання за правлінняТиберія
Повстання відбулося в 21 році. Кельтська знать мала на меті повалення римського панування. До незначного повстання приєдналися полчища треверів під проводом Юлія Флора та едуї з секванами під проводом Юлія Сакровіра. Метою заколоту Сакровіра було не усунення, але перетворення римського управління. Повстання мало напівнаціональний характер, оскільки Сакровір вважав, що походить від побічного сина Цезаря, що свідчить про ненависть до чужоземних правителів, яка підсилювалась тягарем податків і фінансовою потребою.

## Секвани і Галльська імперія
Галльська імперія проіснувала не довго, а її крах був вирішений заздалегідь. Цивілісу і навіть самим галлам вона була не потрібна. Ініціаторами змови були тревери і лінгони, які не знайшли підтримки. Лінгони хотіли змусити приєднатися до повстання секванів, але ті їх негайно вигнали зі своєї країни.
Також секвани вбили лінгона Юнія Сабіна нащадка побічного сина Цезаря, який очолював повстання в Галлії, разом з Юлієм Класіком (вождь треверів) та Юлієм Тутором (начальник гарнізонів середнього Рейну).